# 桑原義行
桑原 義行（くわはら よしゆき、1982年6月15日 - ）は、東京都北区出身の元プロ野球選手（外野手）、指導者。

## 経歴
日大豊山高校時代、3年時の夏に第82回全国高等学校野球選手権大会に出場。
高校卒業後は、日本大学へ進学。東都大学リーグ通算60試合出場、210打数64安打、打率.305、0本塁打、18打点。2003年春季のリーグ戦で首位打者になる。ベストナイン3度受賞。4年生の時に全日本大学野球選手権大会で準優勝、日米大学野球日本代表に選ばれる。
2004年度ドラフト会議にて横浜ベイスターズから8巡目指名を受けて入団。二軍で好成績を残していたが、9月1日に左膝前十字靭帯断裂の手術を受けた。

### 横浜時代

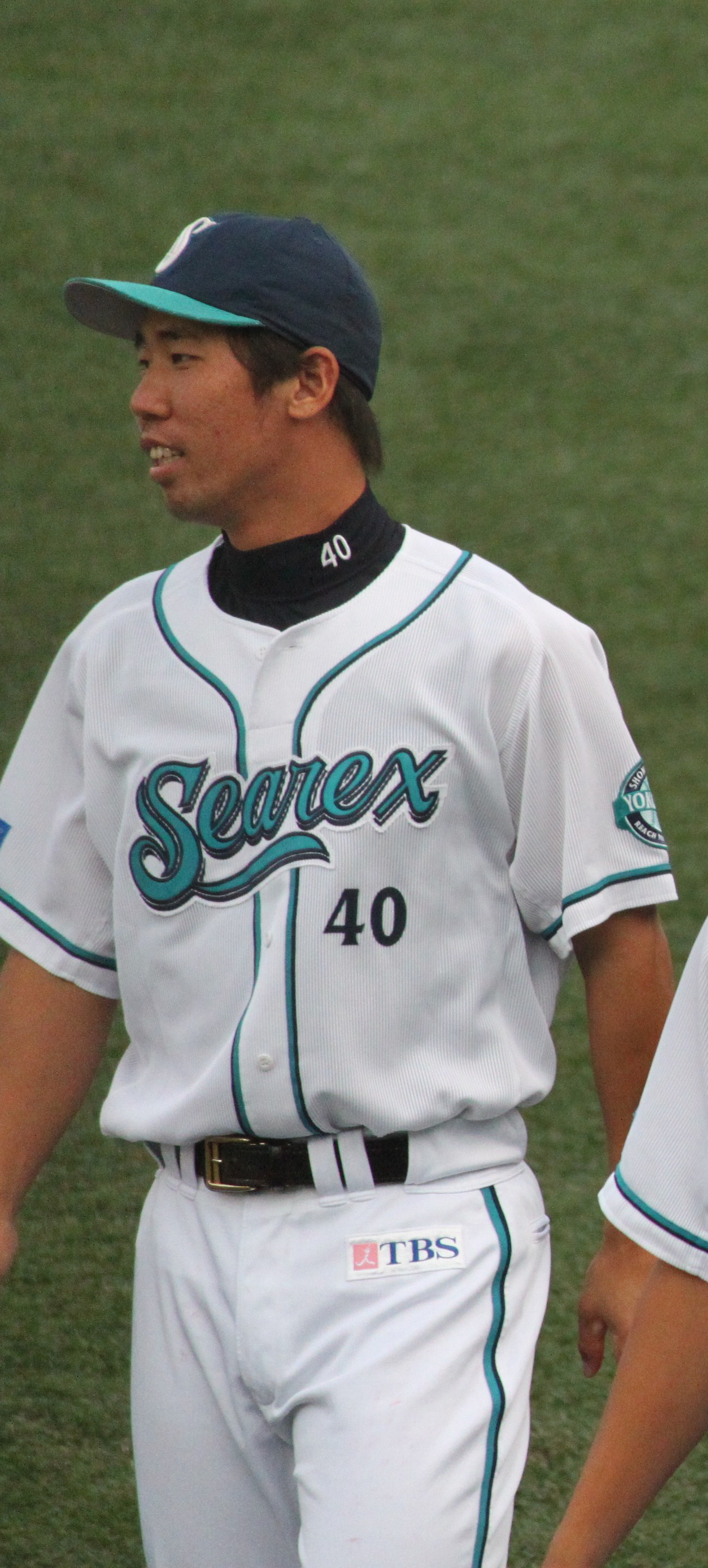
2010年8月15日 横須賀スタジアム

2006年、シーズン終盤に骨折で登録抹消となった小池正晃との入れ替えで初昇格の機会が巡って来ると、10月1日の対東京ヤクルトスワローズ戦でプロ初安打。
2007年は二軍では打率.283、6本塁打、26打点とまずますの成績を残すが、一軍昇格はならなかった。2008年も2年連続で一軍出場なしに終わった。
2009年は7月29日に一軍登録されるが、その後はヒットを打てず8月序盤に降格となる。8月20日に一軍復帰後、8月26日の対阪神タイガース戦で、プロ入り1号となる代打本塁打を放つ。
2010年は一軍出場は5試合に留まり、ヒットも1本と一軍の試合に出場した年の中では最低の成績となってしまった。
2011年は1試合の出場に終わり、同年11月9日に戦力外通告を受けた。同日、自身のブログで現役引退を表明した。

### 引退後
12月2日、自由契約公示された後に、DeNAの球団職員となり、ベイスターズジュニアチームのコーチを務めた。二軍マネージャー、人材開発、育成部長を経て、2023年11月からはハイパフォーマンス部部長に就任。
2024年10月6日に二軍監督を務めた青山道雄の退団が発表されたことにより、7日より開幕のみやざきフェニックス・リーグでは桑原が暫定指揮を執った。後に二軍監督に正式に就任、投手コーディネーターも兼任することとなった。指導者経験がなく二軍監督抜擢という異例の人事となった。

## 人物
愛称は「ジェニー」。高校・大学ではキャプテンを務めた。高校時代は日大豊山高校で甲子園初出場し、本戦でも本塁打を放っている。大学時代は4番を務めたこともある。
2010年まで同僚であった吉原道臣は日大豊山高・日大の1年先輩。那須野巧は日大の同期（横浜にも同期入団）。

## 詳細情報

### 年度別打撃成績
| 年 度     | 球 団     | 試 合 | 打 席 | 打 数 | 得 点 | 安 打 | 二 塁 打 | 三 塁 打 | 本 塁 打 | 塁 打 | 打 点 | 盗 塁 | 盗 塁 死 | 犠 打 | 犠 飛 | 四 球 | 敬 遠 | 死 球 | 三 振 | 併 殺 打 | 打 率 | 出 塁 率 | 長 打 率 | O P S |
| --------- | --------- | ----- | ----- | ----- | ----- | ----- | -------- | -------- | -------- | ----- | ----- | ----- | -------- | ----- | ----- | ----- | ----- | ----- | ----- | -------- | ----- | -------- | -------- | ----- |
| 2006      | 横浜      | 9     | 23    | 21    | 3     | 8     | 2        | 0        | 0        | 10    | 0     | 1     | 0        | 1     | 0     | 1     | 0     | 0     | 1     | 0        | .381  | .409     | .476     | .885  |
| 2009      | 横浜      | 20    | 20    | 18    | 3     | 5     | 1        | 0        | 1        | 9     | 3     | 0     | 0        | 0     | 0     | 2     | 0     | 0     | 5     | 1        | .278  | .350     | .500     | .850  |
| 2010      | 横浜      | 5     | 5     | 5     | 0     | 1     | 0        | 0        | 0        | 1     | 0     | 0     | 0        | 0     | 0     | 0     | 0     | 0     | 4     | 0        | .200  | .200     | .200     | .400  |
| 2011      | 横浜      | 1     | 1     | 1     | 0     | 0     | 0        | 0        | 0        | 0     | 0     | 0     | 0        | 0     | 0     | 0     | 0     | 0     | 1     | 0        | .000  | .000     | .000     | .000  |
| 通算：4年 | 通算：4年 | 35    | 49    | 45    | 6     | 14    | 3        | 0        | 1        | 20    | 3     | 1     | 0        | 1     | 0     | 3     | 0     | 0     | 11    | 1        | .311  | .354     | .444     | .798  |

- 2011年度シーズン終了時

### 年度別守備成績
| 年 度 | 球 団 | 外野  | 外野  | 外野  | 外野  | 外野  | 外野     |
| 年 度 | 球 団 | 試 合 | 刺 殺 | 補 殺 | 失 策 | 併 殺 | 守 備 率 |
| ----- | ----- | ----- | ----- | ----- | ----- | ----- | -------- |
| 2006  | 横浜  | 6     | 12    | 1     | 1     | 0     | .929     |
| 2009  | 横浜  | 1     | 0     | 0     | 0     | 0     | ----     |
| 2010  | 横浜  | 2     | 0     | 0     | 0     | 0     | ----     |
| 通算  | 通算  | 9     | 12    | 1     | 1     | 0     | .929     |

### 記録
- 初出場：2006年10月1日、対東京ヤクルトスワローズ20回戦（横浜スタジアム）、5回裏に秦裕二の代打で出場
- 初打席・初安打：同上、5回裏に川島亮から二塁打
- 初先発出場：2006年10月5日、対読売ジャイアンツ22回戦（東京ドーム）、8番・左翼手として先発出場
- 初盗塁：2006年10月9日、対広島東洋カープ22回戦（横浜スタジアム）、6回裏に二盗（投手：ビクトル・マルテ、捕手：倉義和）
- 初本塁打・初打点：2009年8月26日、対阪神タイガース17回戦（横浜スタジアム）、7回裏に桑原謙太朗の代打で出場、岩田稔から左越ソロ

### 背番号
- 40 （2005年 - 2011年）
- 83 （2025年 - ）